# Bill Duke
William Henry «Bill» Duke, Jr. (n. 26 de febrero de 1943) es un actor y director de cine estadounidense.

## Carrera
Duke se hizo popular por sus roles en las películas de acción Commando y Depredador, ambas junto a Arnold Schwarzenegger. También participó en las películas Car Wash (1976), American Gigolo (1980), El halcón inglés (1990), Action Jackson (1988), Bird on a Wire (1990) y Seguridad nacional (2003), entre otras.
También ha dirigido algunas películas como Deep Cover (1992) y ha actuado en televisión.

## Filmografía

### Cine (como actor)
| Películas | Películas                       | Películas              | Películas     |
| Año       | Título                          | Papel                  | Notas         |
| --------- | ------------------------------- | ---------------------- | ------------- |
| 1976      | Car Wash                        | Duane                  |               |
| 1980      | American Gigolo                 | Leon James             |               |
| 1985      | Commando                        | Cooke                  |               |
| 1987      | Predator                        | Sargento Mac Eliot     |               |
| 1987      | No Man's Land                   | Malcolm                |               |
| 1988      | Action Jackson                  | Earl Armbruster        |               |
| 1989      | Street of No Return             | Teniente Borel         |               |
| 1990      | Bird on a Wire                  | Albert "Diggs" Diggins |               |
| 1993      | Menace II Society               | Detective              |               |
| 1993      | Sister Act 2: Back in the Habit | Mr. Johnson            |               |
| 1998      | Susan's Plan                    | Det. Scott             |               |
| 1999      | Payback                         | Det. Hicks             |               |
| 1999      | Foolish                         | Studio Producer        |               |
| 1999      | El halcón inglés                | Agente                 | No acreditado |
| 1999      | Fever                           | Det. Glass             |               |
| 2001      | Never Again                     | Earl                   |               |
| 2001      | Exit Wounds                     | Jefe Hinges            |               |
| 2002      | Love and a Bullet               | Voz                    |               |
| 2002      | Red Dragon                      | Jefe de policía        |               |
| 2003      | National Security               | Teniente Washington    |               |
| 2005      | Get Rich or Die Tryin           | Levar                  |               |
| 2006      | Yellow                          | Miles Emory            |               |
| 2007      | The Go-Getter                   | Liquor                 |               |
| 2010      | Henry's Crime                   | Frank                  |               |
| 2010      | The Big Bang (película)         | Baterista              |               |
| 2012      | Freaky Deaky                    | Wendell Robinson       |               |
| 2014      | Bad Country                     | John Nokes             |               |
| 2014      | Clipped Wings, They Do Fly      | Adam Stevenson         |               |
| 2016      | Restored Me                     | Oficial Brantley       |               |
| 2017      | American Satan                  | Gabriel                |               |
| 2018      | Mandy                           | Caruthers              |               |
| 2019      | High Flying Bird                | Spence                 |               |
| 2021      | Sin movimientos bruscos         | Aldrick Watkins        |               |

### Cine (como director)
| Películas | Películas                       | Películas                    | Películas |
| Año       | Título                          | Notas                        |           |
| --------- | ------------------------------- | ---------------------------- | --------- |
| 1992      | Deep Cover                      |                              |           |
| 1993      | Sister Act 2: Back in the Habit | Participó también como actor |           |
| 1996      | America's Dream                 |                              |           |
| 1997      | Hoodlum                         |                              |           |
| 2009      | Not Easily Broken               |                              |           |